# Dicranomyia (Doaneomyia) altitarsis
Dicranomyia (Doaneomyia) altitarsis is een tweevleugelige uit de familie steltmuggen (Limoniidae). De soort komt voor in het Australaziatisch gebied.